# Лабиб, Хаджа
Хаджа Лабиб (также Аджа Лабиб, фр. Hadja Lahbib; род. 21 июня 1970, Буссю, Эно) — бельгийская журналистка и политическая деятельница, член партии «Реформаторское движение», министр иностранных дел (2022—2024).

## Биография
Родилась 21 июня 1970 года в Буссю в семье выходцев из Алжира — практикующих мусульман с пятью детьми, отец работал шахтёром. Окончила католическую школу, в 18 лет порвала культурные связи с арабской общиной. В начале 1990-х окончила Брюссельский свободный университет по специальности «журналистика», с 1997 года работала на RTBF, в качестве журналиста освещала события на Ближнем Востоке, в Афганистане, Пакистане, Индии.
В 2021 году посетила как журналист аннексированный Крым, получив для этого российскую визу, что вызвало протесты украинских властей, которые сочли поездку незаконной, а позднее в Бельгии — официальный парламентский запрос партии Новый фламандский альянс.
15 июля 2022 года после отставки Софи Вильмес Лабиб получила портфель министра иностранных дел, внешней торговли и культурных институций в правительстве Де Кро.
31 августа 2022 года на заседании Совета министров иностранных дел Совета Европейского союза в Праге выступила против предложения группы центральноевропейских стран об отмене всех виз гражданам России. Своё мнение она мотивировала необходимостью целевых мер только против лиц, поддерживающих Россию в войне на Украине или пытающихся уклониться от экономических санкций, отличая их от тех россиян, которые «хотят свободно выражать своё мнение и дают нам в Европе возможность слышать голос, отличный от голоса московского режима».
24 августа 2023 года стало известно, что президент Ильхам Алиев не примет Хаджу Лабиб, прибывшую с визитом в Азербайджан (ранее она посетила Армению, где выразила озабоченность по поводу блокады Нагорного Карабаха).
2 декабря 2024 года ввиду назначения Лабиб еврокомиссаром по преодолению кризисов и равноправию в должность министра иностранных дел Бельгии вступил Бернар Кентен.